# Bóveda (Begonte)
Bóveda (llamada oficialmente Santalla de Bóveda) es una parroquia y una aldea española del municipio de Begonte, en la provincia de Lugo, Galicia.

## Otras denominaciones
La parroquia también es conocida por el nombre de Santa Eulalia de Bóveda.

## Organización territorial
La parroquia está formada por diez entidades de población, constando cinco de ellas en el nomenclátor del Instituto Nacional de Estadística español:
- A Bailada
- A Cruz
- A Graña
- A Pena Moura
- Bocacarreira
- Bóveda
- O Fro
- O Seixo Branco
- O Touredo
- Vilariño

## Demografía

### Parroquia
| Gráfica de evolución demográfica de Bóveda (parroquia) entre 2000 y 2019 |
|                                                                          |
| Datos según el nomenclátor publicado por el INE.                         |

### Aldea
| Gráfica de evolución demográfica de Bóveda (aldea) entre 2000 y 2019 |
|                                                                      |
| Datos según el nomenclátor publicado por el INE.                     |